# Якунчиков, Василий Иванович
Василий Иванович Якунчиков (1827—1907, Москва) — коммерции советник, московский меценат и предприниматель, выборный московского купечества и Московского биржевого общества, владелец усадьбы Введенское.
Ему принадлежали магазины основанного им Товарищества Петровских торговых линий, два кирпичных завода. Соучредитель Московского Торгового банка совместно с Н. А. Найдёновым и П. М. Рябушинским; пайщик Московского купеческого банка; Торговый дом В. И. Якунчикова был одним из учредителей Русского для внешней торговли банка.

## Биография

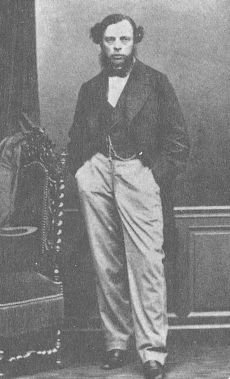
Фото

Якунчиковы были выходцами из Касимова Рязанской губернии.
П. А. Бурышкин писал:

Якунчиковы были также одной из московских купеческих фамилий, которая довольно скоро отстала от торгово-промышленной деятельности и ушла в дворянство. Их имя было известно с первой четверти прошлого столетия (<XIX век>), но почетное место в рядах московского купечества они заняли несколько позднее, благодаря Василию Ивановичу Якунчикову.
В. И. Якунчиков долгое время учился в Англии. Он, как писал В. А. Кокорев (его прежний компаньон по винным откупам), «возвратился домой, нисколько не утратив русских чувств и русского направления…».
В 1858 году он приобрёл владение с двухэтажным домом на углу Среднего и Малого Кисловских переулков, где ранее стояла церковь Космы и Дамиана, что во Ржищах, разобранная в 1780-х годах (в 1812 году этот участок купил генерал-майор Григорий Аполлонович Колокольцев). Позднее Якунчиков расширил своё владение, приобретя участки № 5 и 7 по Среднему Кисловскому и № 10 по Малому Кисловскому переулкам. На образовавшемся участке архитектором С. Ф. Воскресенским был построен трехэтажный доходный дом. В настоящее время от того дома сохранились два нижних этажа дома № 10/74 в 1953 году над ними сделали надстройку. Ныне здание занимает Российский университет театрального искусства — ГИТИС.
В 1860 году В. И. Якунчиков наряду с князем Н. С. Трубецким и купцом С. М. Третьяковым внёс вклад в 1000 рублей при учреждении московского отделения Русского музыкального общества и позже внёс значительный материальный вклад в строительство здания Московской консерватории. Якунчиков прекрасно играл на скрипке, был устроителем любительских музыкальных концертов; в его московском доме «бывали А. Г. Рубинштейн, Н. Г. Рубинштейн, А. Н. Скрябин, П. И. Чайковский; собирались художники: зять В. Д. Поленов и другие члены мамонтовского кружка, художественный критик С. С. Голоушев; в 1899—1903 годы у него жил художник С. Г. Судейкин, в 1908 — скульптор С. Т. Конёнков».
В 1860—1863 годах он был членом совета, а в 1863—1869 годах — председателем совета Общества любителей коммерческих знаний.
В 1861—1864 годах он приобрёл у князя А. А. Щербатова и купца Скуратова две бумагопрядильные фабрики в селе Наро-Фоминское Верейского уезда и в 1865 году создал для управления ими Товарищество Воскресенской мануфактуры (правление находилось на Варварке, в доме Купеческого общества). Также в Верейском уезде он имел торфоразработки; в селе Красное Боровского уезда имел ещё одну бумагопрядильную фабрику.
С 1866 года Якунчиков состоял членом совета Московского купеческого банка; в 1871 году стал соучредителем и председателем совета (до 1880) Московского торгового банка, также Русского для внешней торговли банка.
С 1866 года (до 1888) Василий Иванович Якунчиков был гласным Московской городской думы.
По его инициативе в Москве была проложена улица Петровские Линии.

В 1874 году группа капиталистов во главе с В. И. Якунчиковым образовала «Товарищество Петровских линий» и скупила всю эту землю, после чего построила на ней два огромных здания (Петровка, 18, 20), оформленных весьма пышно… Между зданиями проложили проезд, само название которого Петровские линии, показывает, что это всего-навсего проход между рядами магазинов. Проезд с большой помпой был преподнесен в дар городу.— Лев Колодный Москва в улицах и лицах. — С. 104
Возле Троицкого (Троицкое-Черёмушки), у Якунчикова был кирпичный завод; в 1876 году он приобрёл ещё один завод — в селе Одинцово Звенигородского уезда. Заводы Якунчикова выпускали разнообразный кирпич: ручной формовки, машинный, колодезный, сводчатый, карнизный. Из якунчиковского кирпича были выстроены многие известные московские здания: Императорский Российский исторический музей, Верхние торговые ряды, Казённый винный склад № 1 и др.; «подрядчики часто говаривали, что выполнят работу не в каком-нибудь, а именно в „якунчиковском“ кирпиче». В 1880 году Якунчиков купил у В. А. Меншикова Черёмушки-Знаменское, где сначала сдавал дачи, а впоследствии поселился сам, отойдя от коммерческих дел. Московский врач-гомеопат, бывший кавалергард Дмитрий Павлович Сорохтин вспоминал об этом времени: «В перспективе прошедших лет мне начитает казаться, что было в его атмосфере что-то от „Вишневого сада“, что-то от Лопахина, хотя и женившегося на Варе и облагороженного ею».
Ещё одно владение В. И. Якунчикова — усадьба Введенское возле Звенигорода. Он был её хозяином с середины 1860-х годов до 1884 года, когда усадьбу купил граф С. Д. Шереметев.
В 1897 году Якунчиков стал членом акционерного общества «Сталь» по разработке рудного месторождения вблизи Ладожского озера. На деле оказалось, что никаких залежей не существовало; «в результате пострадали многие частные лица и предприниматели, в том числе Н. П. и К. П. Бахрушины, С. В. Перлов, В. А. Хлудов и В. И. Якунчиков»

## Семья
Василий Иванович был женат дважды:

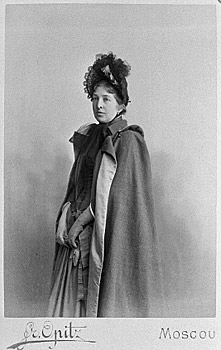
Зинаида Николаевна Якунчикова, 2-я жена

Первая жена (с 1854 года) — Екатерина Владимировна Алексеева (1833—1858), сестра отца К. С. Станиславского. По словам современника, была женщиной «с очень хорошими манерами, красивая, очаровательная и первостатейная хохотушка». Умерла при рождении третьего ребёнка. Дети:
- Владимир (1855—1916) — действительный статский советник (с 01.01.1910[12]), директор правлений Товарищества Воскресенской мануфактуры и Товарищества Петровских торговых линий в Москве; один из организаторов отдела русского искусства на Всемирной выставке в Париже в 1900 году, собиратель ценных и редких книг; был женат на Марии Фёдоровне Мамонтовой.
- Елизавета (1856—1937) — была замужем за фабрикантом Владимиром Григорьевичем Сапожниковым, совладельце торгового дома «А. и В. Сапожниковы».
- Наталья (1858—1931) — вышла замуж за художника Василия Дмитриевича Поленова.

Вторая жена (с 1861 года) — Зинаида Николаевна Мамонтова (1843—1919), двоюродная сестра известного мецената Саввы Ивановича Мамонтова; её родная сестра Вера была замужем за П. М. Третьяковым. Была страстной любительницей музыки и одаренной пианисткой, ученица А. Н. Скрябина. Состояла попечительницей различных благотворительных обществ. В браке родилось девять детей:
- Сергей (1862—30.12.1862), похоронен на кладбище московского Новоалексеевского монастыря
- Зинаида (1864—1929) — в замужестве Мориц.
- Василий (1865—1880)
- Ольга (1867—1917)
- Вера (1868—03.02.1870), умерла от воспаления в мозгу в Висбадене.
- Мария (1870—1902) — художница, работы которой хранятся в Государственной Третьяковской галерее.
- Вера (1871—1923) — художница, музыкант, благотворительница; была замужем за профессором Г. В. Вульфом. Работала в оригинальной технике аппликации по ткани в жанрах портрета, пейзажа, интерьера и натюрморта. Её панно близки по колориту и тематике картинам В. Э. Борисова-Мусатова, другу семьи Якунчиковых. Многие её работы также хранятся в ГТГ. После 1917 жила в Тарусе, где создала Музей Борисова-Мусатова.
- Николай (1873—1931) — предприниматель, дипломат, атташе лондонского посольства; одним из первых в Москве обзавёлся автомобилем.
- Елена (1882—1888)

Дети
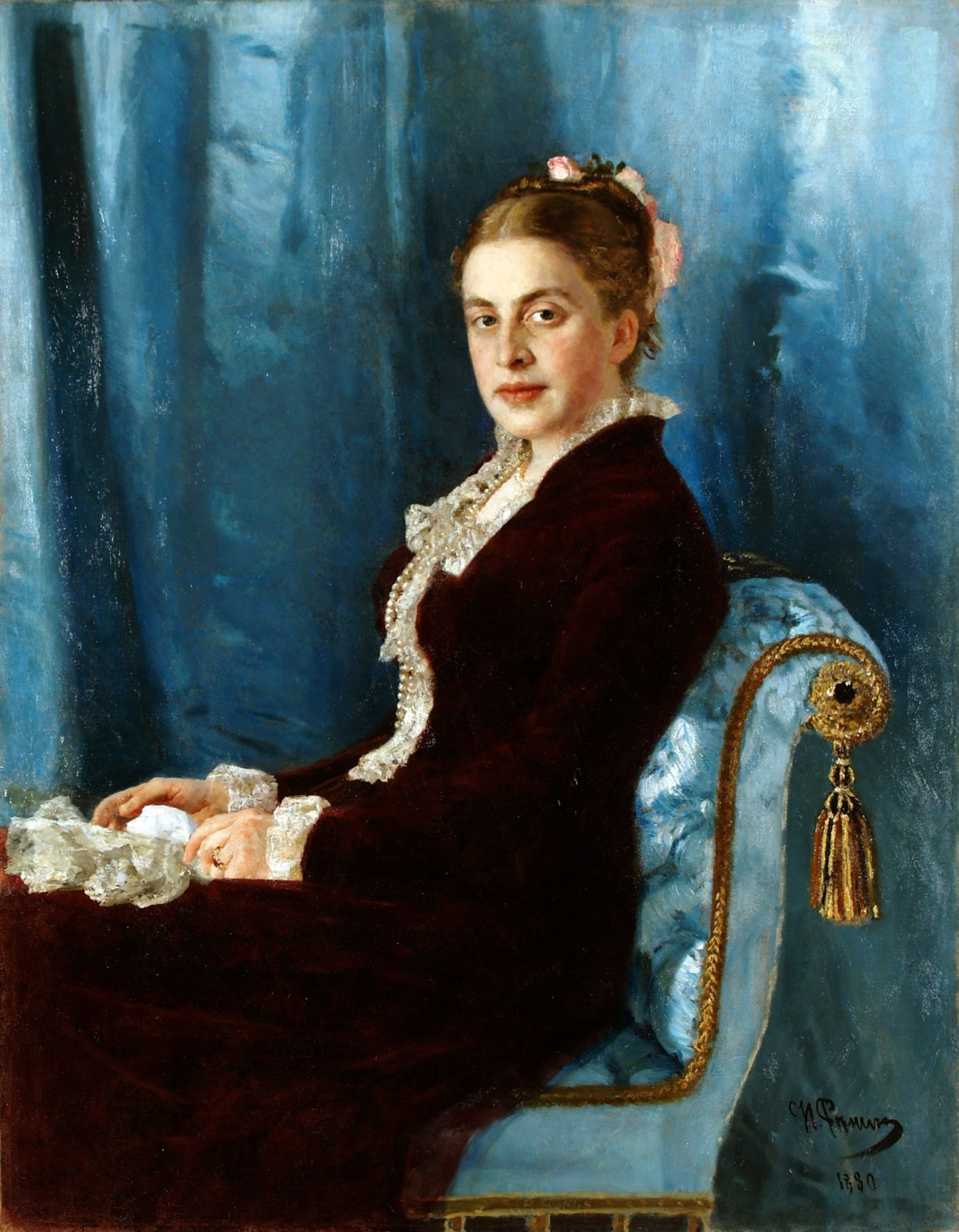
Елизавета
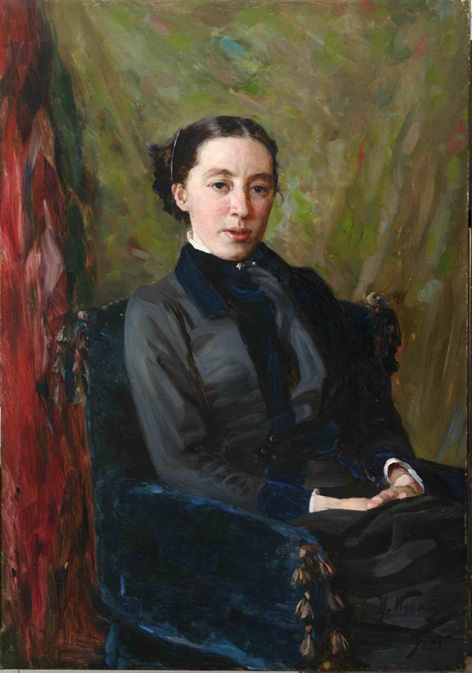
Наталья
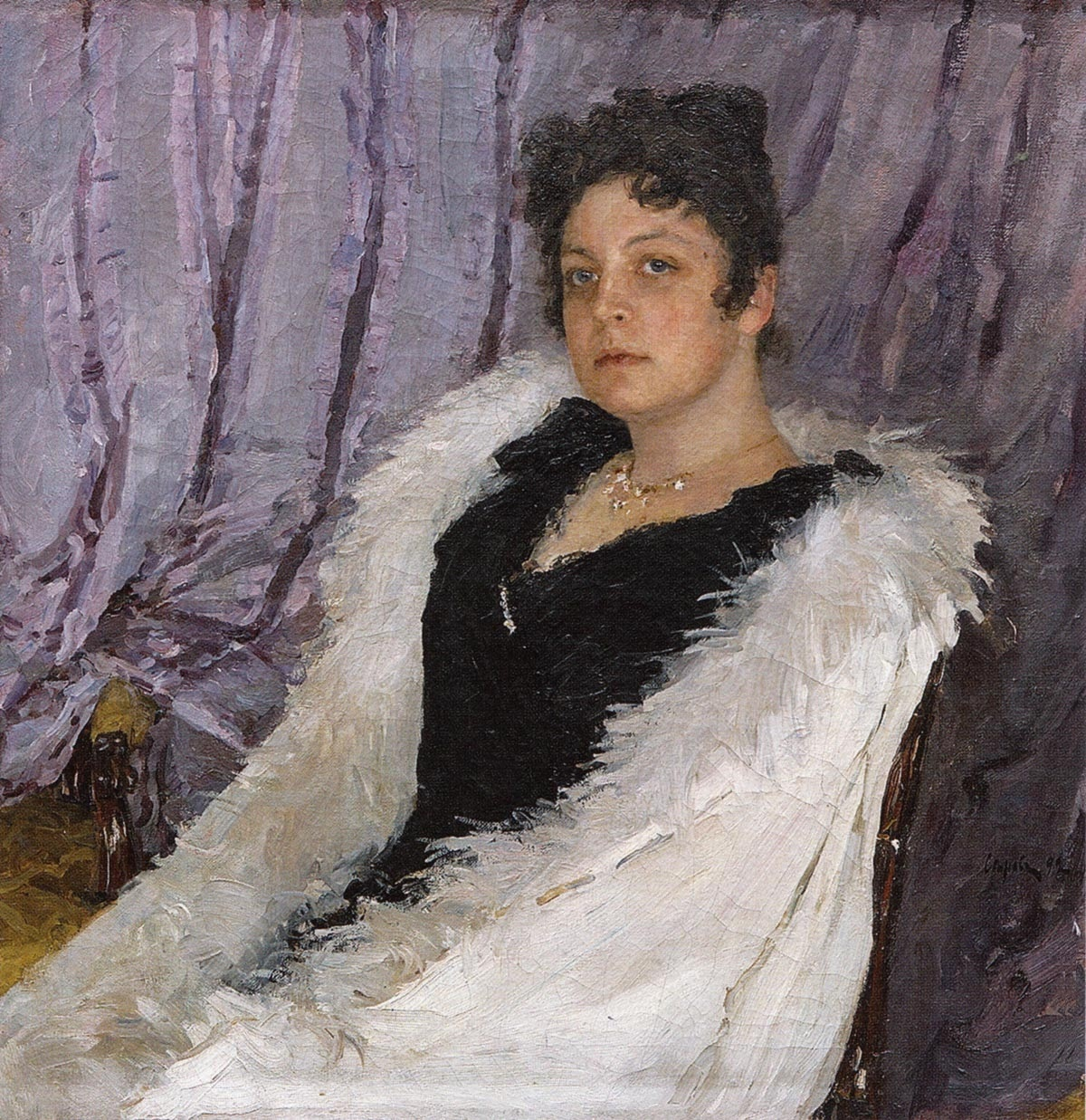
Зинаида
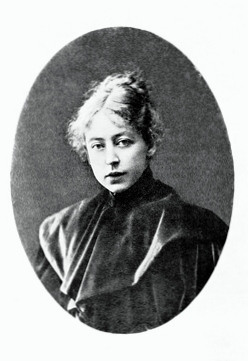
Мария